# 湖南省经济委员会
湖南省经济委员会是湖南省人民政府内履行调节全省近期国民经济运行的组成部门。2004年6月6日根据《湖南省经济委员会职能配置、内设机构和人员编制规定》成立。根据《湖南省人民政府机构改革方案的实施意见》，湖南省经济委员会与湖南省信息产业厅合并，改组为湖南省经济和信息化委员会（简称经信委）。2010年1月13日，中共湖南省委宣布了新设置的湖南省经信委的领导班子成员名单。

## 职责
1. 围绕推进全省工业化进程和走新型工业化道路，制定相关政策措施并组织实施，会同有关部门综合管理全省工业经济，指导、协调和服务各种经济成分、各种规模类型的工业企业。
2. 负责全省工交系统日常经济运行调节，编制并组织实施近期工交运行调控目标、政策和措施；监测、分析全省工交经济运行态势，组织解决工交经济运行中的突出矛盾和问题，研究提出工交系统经济运行方面的政策建议；指导企业扭亏增盈工作。
3. 贯彻落实国家产业政策，会同有关部门制定优化产业结构和产品结构的地方配套政策，提出重点行业、重点产品的结构调整方案，并监督检查执行情况；指导全省工业结构调整，协调解决执行中的重大问题；联系工业领域社会中介组织。
4. 负责对相关经济法律法规的执法情况进行监督、检查；组织拟订工交领域的经济法规、规章，规范企业行为；协调减轻业负担工作。会同有关部门做好全省维护企业稳定工作。
5. 组织拟订生产与科技结合、推动企业技术进步的政策措施，并监督实施；负责编制、下达和实施技术改造，技术引进及消化吸收，新技术、新产品开发推广的规划和年度计划；会同有关部门管理省级财政性技术改造专项资金； 负责管理地方审批、核准和登记备案的技术改造项目 (含利用外资改造现有企业项目)，并组织实施；研究和规划全省竞争性行业投资布局，公布项目投资引导目录。
6. 贯彻落实国家关于促进中小企业发展的方针、政策，研究提出促进全省中小企业发展的政策措施，协调中小企业发展的重大问题；拟订中小企业发展战略、中长期发展规划和年度计划并组织实施；指导中小企业的改革工作；管理全省中小企业发展基金；抓好中小企业信用担保体系和服务体系的建设；拟订政府重点扶持中小企业的项目及资金投入方向，扶持中小企业的发展。指导中小企业法律顾问工作。
7. 研究拟订资源节约与综合利用规划，参与编制生态建设规划，拟订资源节约与综合利用政策，依法组织协调清洁生产工作；协调生态建设和资源节约综合利用的重大问题，组织协调环保产业发展和工业环境保护。
8. 综合协调经济运行中与铁路、公路、航空、水运、邮政通信有关的重大问题；协调煤炭、电力、石油、运输和原材料等经济运行保障要素；负责重点企业、重点工程、重点物资、外贸货运的运输调度和协调工作。
9. 归口管理工交系统的行业管理办公室和湖南省煤炭工业局，组织指导各行业管理办公室拟订行业规划和行业法规。研究拟订电力工业(合水电)、医药、食品等行业的行业规划和行业法规，实施行业管理。
10. 负责全省工交系统经济管理干部和企业经营管理人员的培训工作。
11. 承办省委、省人民政府交办的其它事项。[2]

## 机构设置

### 内部机构
| - 办公室 - 经济运行处 - 综合法规处 - 产业政策处 - 投资规划处 - 中小企业服务指导处 - 中小企业发展促进处 | - 科技处 - 环境与资源综合利用处 - 能源(电力)处 - 交通处 - 医药食品处 - 教育培训处 - 人事处 | - 维护企业稳定工作办公室 - 机关党委 - 纪检（监察）室 - 离退休人员管理服务办公室 - 湖南省扭亏增盈领导小组办公室 - 湖南省国防动员委员会交通战备办公室 |

### 直属机构
| - 湖南省机械行业管理办公室 - 湖南省纺织行业管理办公室 - 湖南省石油化学行业管理办公室 | - 湖南省冶金行业管理办公室 - 湖南省轻工行业管理办公室 - 湖南省建筑材料行业管理办公室 |

### 管辖协会
| - 湖南省工业经济联合会 - 湖南省企业管理协会 - 湖南省企业家协会 - 湖南省医药行业协会 | - 湖南省能源研究和节约协会 - 湖南省资源综合利用协会 - 湖南省食品行业协会 - 湖南省企业法律顾问协会 |